# Distretto governativo di Gießen
Il distretto governativo di Gießen (in tedesco: Regierungsbezirk Gießen) è uno dei tre distretti governativi del Land dell'Assia in Germania. Un altro termine per la regione al centro della Germania è Assia Centrale.

## Suddivisione
- Cinque circondari

1. Lahn-Dill
2. Gießen
3. Limburg-Weilburg
4. Marburgo-Biedenkopf
5. Vogelsberg

### Città a statuto speciale
1. Gießen
2. Marburgo
3. Wetzlar